# Xenoschesis

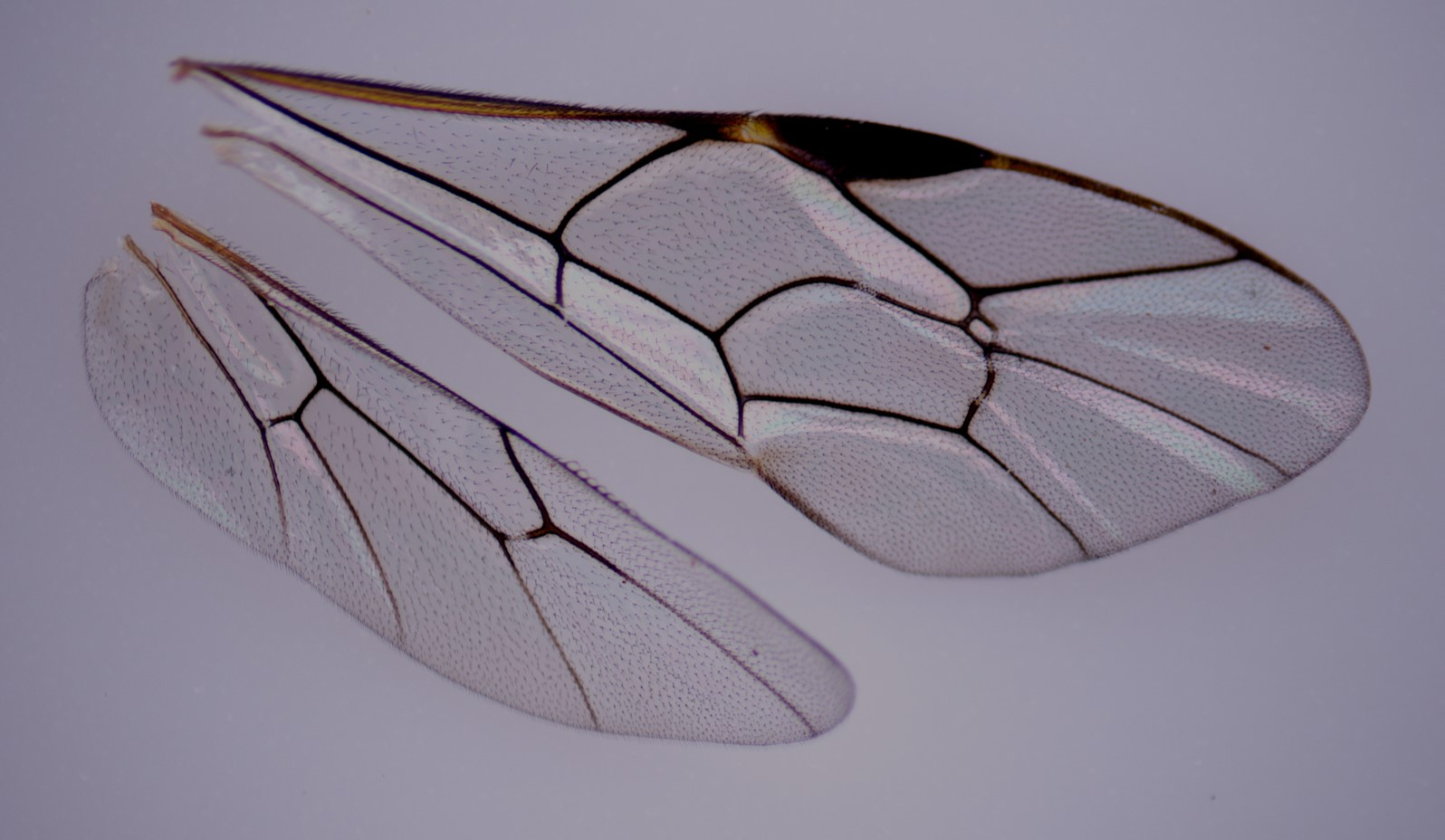
Flügel von Xenoschesis fulvicornis

Xenoschesis ist eine Schlupfwespengattung aus der Tribus Ctenopelmatini innerhalb der Unterfamilie der Ctenopelmatinae. Die Gattung wurde im Jahr 1868 von Arnold Foerster eingeführt.

## Merkmale
Die Schlupfwespen haben meist Körperlängen zwischen 7 und 14 mm. Schmiedeknecht gibt 1908 folgende Beschreibung der Gattung Xenoschesis:  Das Gesicht unterhalb der Fühler ist ohne Höcker oder Zapfen. Der Mund ist nicht rüsselartig verlängert. Der Diskokubitalnerv ist nicht winklig gebrochen, sondern ziemlich gerade verlaufend, ohne Ramellus (Nervenast). Die Mundteile sind normal, die Unterlippe ist nicht stark verlängert. Die Areola im Vorderflügel ist gemäß Schmiedeknecht klein, dreieckig und meist gestielt. Das Mesonotum weist vorne deutliche Parapsidenfurchen auf. Der Hinterleib ist gewöhnlich schwarz, höchstens die Segmentränder sind schmal aufgehellt. Der Bohrer ist weit kürzer als der Hinterleib. Der Metathorax hat hinten ein großes, deutlich abgegrenztes Feld. Das 8. Rückensegment ist dreieckig zusammengedrückt und hinten spitz, oben mit einem elliptischen Längsschlitz. Die Bohrerklappen sind hinter der Basis erweitert. Der Bohrer weist vor der Spitze oben eine Einkerbung auf.

## Verbreitung
Die Gattung ist holarktisch verbreitet.

## Lebensweise
Die Schlupfwespen der Gattung Xenoschesis sind solitäre, koinobionte  Endoparasitoide. Wirte sind Gespinstblattwespen (Pamphilidae). Es werden jüngere oder mittlere Larvenstadien parasitiert. Die weibliche Schlupfwespe platziert ein Ei in die Wirtslarve. Die Schlupfwespenlarve entwickelt sich in der Wirtslarve. Die Wirtslarve wird erst getötet, nachdem diese einen Verpuppungskokon gesponnen hat.

## Systematik
Innerhalb der Gattung Xenoschesis werden zwei Untergattungen unterschieden: Polycinetis und Xenoschesis.
Zur Untergattung Polycinetis Foerster, 1868 werden folgende Arten gezählt:
- Xenoschesis crassitarsus (Walley, 1935) – Nordamerika
- Xenoschesis fulvicornis (Kriechbaumer, 1891) – Europa
- Xenoschesis gracilis Cushman, 1915 – Nordamerika
- Xenoschesis inareolata (Sheng & Sun) – China
- Xenoschesis limata (Cresson, 1864) – Nordamerika
- Xenoschesis solitaria (Davis, 1897) – Nordamerika
- Xenoschesis truncata (Sheng & Sun) – China
- Xenoschesis ustulata (Desvignes, 1856) syn. X. resplendens (Holmgren, 1855) – Holarktis[6]

Zur Untergattung Xenoschesis Foerster, 1868 gehören folgende Arten:
- Xenoschesis cinctiventris (Ashmead, 1896) – Nordamerika
- Xenoschesis crassicornis Uchida, 1928 – China
- Xenoschesis fulvipes (Gravenhorst, 1829) syn. X. varicoxa Heinrich, 1949  – Europa
- Xenoschesis mordax (Thomson, 1883) – Europa
- Xenoschesis nigripes Schmieknecht, 1910
- Xenoschesis tianzhuensis (Sheng & Sun) – China
- Xenoschesis weii (Sheng & Sun) – China

Weitere Arten der Gattung Xenoschesis sind:
- Xenoschesis aethiops (Gravenhorst, 1829) – Europa
- Xenoschesis flavopicta (Strobl, 1903) – Europa
- Xenoschesis incarnator Aubert, 1985 – Paläarktis
- Xenoschesis nigricoxa (Strobl, 1903) – Europa
- Xenoschesis nitida Walley, 1935 – Nordamerika